# Dee Dee Sharp
Dee Dee Sharp (Dione LaRue) är en amerikansk sångerska född 9 september 1945 i Philadelphia, Pennsylvania. 
Dee Dee Sharp påbörjade en karriär i musikbranschen 1961 som bakgrundssångerska. Hennes första framgång blev "Slow Twistin' " 1962 som var en duett tillsammans med Chubby Checker. Samma år släpptes hennes största framgång, "Mashed Potato Time" som nådde andraplatsen på Billboard Hot 100-listan. De uppföljande singlarna "Gravy (For My Mashed Potatoes)", "Wild!" och "Do the Bird" blev hyfsade framgångar, men efter 1965 års "I Really Love You" tillbringade hon resten av 1960-talet utan kommersiell framgång. Under slutet av 1970-talet spelade hon in för bolaget Philadelphia International och nådde viss framgång med några låtar